# 吕西 (滨海塞纳省)
吕西（法語：Lucy，法語發音：[lysi]）是法国滨海塞纳省的一个市镇，属于迪耶普区。

## 地理
吕西（49°46'50"N, 1°27'5"E）面积9.59 平方千米，位于法国诺曼底大区滨海塞纳省，该省份为法国北部沿海省份，其西部及北部濒大西洋英吉利海峡，东起顺时针与索姆省、瓦兹省、厄尔省和卡爾瓦多斯省接壤。
与吕西接壤的市镇（或旧市镇、城区）包括：巴约莱、克莱、梅农瓦勒、布赖地区梅尼耶尔、布赖地区讷沙泰勒、圣马丹洛尔捷。

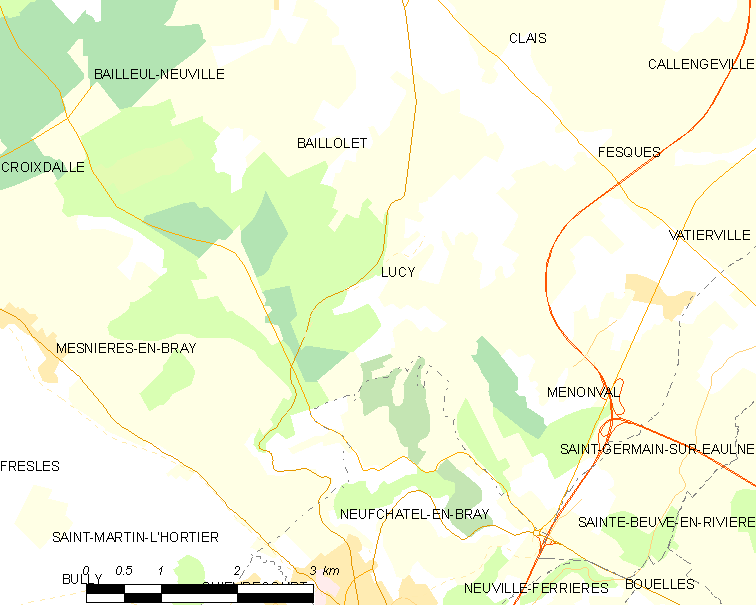
的OSM定位图

吕西的时区为UTC+01:00、UTC+02:00（夏令时）。

## 行政
吕西的邮政编码为76270，INSEE市镇编码为76399。

## 政治
吕西所属的省级选区为布赖地区讷沙泰勒县。

## 人口

1962-2008年间人口变化图示

吕西于2022年1月1日时的人口数量为181人。